# Vězňovo dilema
Vězňovo dilema označuje v teorii her typ hry s nenulovým součtem, ve které mají dva hráči („vězni“) možnost spolupracovat nebo nespolupracovat spolu (tedy „mluvit s vyšetřovateli“) a výsledek hry („doba, ke které budou odsouzeni“) závisí na rozhodnutí každého z nich (nemohou vzájemně komunikovat). Tak jako u mnoha jiných her se předpokládá, že každý hráč se stará především o svůj prospěch – snaží se maximalizovat své výhody a nebere ohled na prospěch ostatních hráčů.
Dominantní strategií (tzv. strictly dominating – „přísně dominující“) je zde nespolupráce – tj. bez ohledu na to, jakou strategii si vybere druhý hráč, vykazuje nespolupráce pro hráče vždy lepší výsledek než spolupráce. Racionální hráč se rozhodne pro „zradu“. Takže pro hru je jediná možná rovnováha, a to když oba hráči nespolupracují. Tato rovnováha však překvapivě nemusí vést k Paretovsky optimálnímu řešení. To znamená, že pokud by oba hráči zůstali loajální, v konečném součtu by oba dva získali více, než když nespolupracují.
Jiná situace nastane, pokud jde o tzv. iterované (opakované) vězňovo dilema, hra se hraje opakovaně. Hráč tu má možnost „potrestat“ druhého za předchozí nekooperativní hru. Zde se racionální strategií může stát spolupráce. Čím více se počet opakování blíží k nekonečnu, tím více Nashova rovnováha směřuje k Paretovu optimu.
Albert W. Tucker hru později pojmenoval „vězňovo dilema“ a výsledky v ní popsal formou délky trestů odnětí svobody. Vězňovo dilema je modelem mnoha reálných situací, které zahrnují strategické chování. Označení „vězňovo dilema“ se běžně používá k popisu situací, v nichž dvě entity mohou spoluprací získat výrazné výhody, nebo utrpět tím, že spolupracovat nebudou, přičemž koordinace jejich rozhodnutí je obtížná nebo nákladná.

## Klasické vězňovo dilema
Policie zadržela dva podezřelé – Adama a Boba – a drží je odděleně. Důkazy, které má policie, nejsou dostatečné pro usvědčení, takže se musí spoléhat na přiznání obviněných.
- Oba budou svědčit proti sobě. Délka trestu bude 6 let.
- První udá druhého a druhý nebude vypovídat. Udavač bude osvobozen a druhý odsouzen na plných 10 let.
- Pokud oba odmítnou vypovídat, budou odsouzeni oba za drobnější přestupky jen na 2 roky.

Vzhledem k tomu, že ani jeden zadržený si nemůže být jistý, co zvolí ten druhý, nastává dilema: mluvit, nebo mlčet?
|             | Bob mlčí.                            | Bob mluví.                           |
| ----------- | ------------------------------------ | ------------------------------------ |
| Adam mlčí.  | Oba odsoudí pouze na 2 roky.         | Adam dostane 10 let, Bob bude volný. |
| Adam mluví. | Adam bude volný, Bob dostane 10 let. | Oba odsoudí na 6 let.                |

Adam uvažuje takto:
- Pokud bude Bob mlčet a já také, dostanu trest na 2 roky, takže lepší bude mluvit, protože budu dříve volný.
- Pokud bude Bob mluvit a já mlčet, dostanu 10 let, takže lepší bude vypovídat, protože dostanu jen 6 let jako on za to, že vypovídal rovněž.

Stejně uvažuje i Bob, takže pokud oba udělají víceméně racionální rozhodnutí, tj. budou oba dva vypovídat, dostanou oba trest v délce 6 let, přestože překvapivě optimálním rozhodnutím je vůbec nevypovídat, přičemž v tom případě by oba dostali trest v délce jen 2 roky.
Vypovídat je v tomto případě vždy výhodnější než mlčet, proto se pro oba hráče jedná o striktně dominantní strategii. Rozhodnutí obou hráčů vypovídat je v této hře jedinou silnou Nashovou rovnováhou. Protože kolektivně ideální výsledek vzájemné spolupráce je z hlediska vlastního zájmu iracionální, není rozhodnutí obou hráčů mlčet Nashovou rovnováhou, která by byla Pareto efektivní.

## Iterované (opakované) vězňovo dilema
Iterované (opakované) vězňovo dilema znamená, že dva hráči hrají vězňovo dilema vícekrát za sebou, přičemž si pamatují předchozí rozhodnutí soupeře a mohou podle nich měnit svou strategii.
Iterované vězňovo dilema je základem některých teorií lidské spolupráce a důvěry. Za předpokladu, že je tato hra věrohodným modelem transakcí mezi dvěma lidmi, které vyžadují důvěru, lze kooperativní chování v populaci modelovat pomocí iterované verze s více hráči. Grofman a Pool odhadli v roce 1975 počet odborných článků o této hře na více než 2 000. Iterované vězňovo dilema se také nazývá "hra o válce a míru".

### Obecná strategie
Pokud hráči vědí, že hra bude mít určitý počet opakování, je pro ně dominantní strategií a Nashovou rovnováhou mluvit v každém kole. To lze dokázat indukcí: hráči by teoreticky mohli počkat a promluvit až v posledním kole, protože vědí, že po něm už soupeř nebude mít možnost odvety. Proto v posledním kole promluví oba. V tom případě hráči ale vědí, že by dost dobře mohli promluvit už v předposledním kole. Proto oba promluví už v něm. A tak lze pokračovat. Totéž nastane, pokud je délka hry neznámá, ale hráči vědí, že hra někdy skončí.
Aby mezi racionálně uvažujícími hráči nastala spolupráce, musí být počet kol neznámý nebo nekonečný. V takovém případě už strategie "vždy promluvit" nemusí být dominantní strategií. Jak ve svém článku z roku 1959 poukázal Robert Aumann, racionálně uvažující hráči, kteří se střetávají v nekonečně dlouhých hrách, mohou začít spolupracovat. Hráč může být kupříkladu méně ochoten spolupracovat, pokud jeho protějšek už mnohokrát nespolupracoval, což vede ke zklamání. Naopak s postupem času se pravděpodobnost spolupráce zpravidla zvyšuje díky vzniku tzv. tiché dohody mezi zúčastněnými hráči. V experimentálním prostředí může ke spolupráci dojít, i pokud účastníci vědí, kolik kol se bude hrát.
V experimentální studii z roku 2019 zveřejněné v odborném časopise American Economic Review se testovalo, jaké strategie lidé reálně volí v situacích iterovaného vězňova dilematu s dokonalým monitorováním. Výsledky studie ukázaly, že většina strategií, které lidé vybrali, byla zradit, pomstít se nebo spolupracovat tak dlouho, dokud spolupracuje druhý hráč. Volba strategie závisela na parametrech hry.

## Lidské chování ve vězňově dilematu
Experiment na základě tohoto jednoduchého dilematu prokázal, že přibližně 40 % účastníků hrálo kooperativně (tzn. odmítli vypovídat).[zdroj?]

## Příklady z reálného života
Mnoho lidských interakcí a přírodních procesů má výplatní matice podobné vězňově dilematu. Tato hra je proto zajímavá jak pro společenské vědy jako ekonomie, politika nebo sociologie, tak pro přírodní vědy jako etologie nebo evoluční biologie. Mnoho přírodních procesů bylo abstrahováno do modelů, v nichž se živé bytosti účastní nekonečných her vězňova dilematu.

### Studium životního prostředí
Ve studiu životního prostředí se toto dilema projevuje v krizových situacích, jako je globální změna klimatu. Má se za to, že ze stabilního klimatu budou mít prospěch všechny země, ale každá jednotlivá země často váhá omezit emise CO2. Okamžitý přínos z pokračování v současném chování je pro kteroukoli zemi vnímán jako větší než údajný výsledný přínos pro tuto zemi, pokud by došlo ke změně chování všech zemí. To vysvětluje patovou situaci týkající se změny klimatu, ke které došlo v roce 2007.
Podstatným rozdílem mezi politikou související se změnou klimatu a vězňovým dilematem je nejistota. Nejsou známy rozsah ani rychlost, jakými může znečištění změnit klima. Dilema, kterému čelí vlády, se proto od vězňova dilematu liší tím, že nejsou známy výhody spolupráce. Tento rozdíl indikuje, že státy budou ve skutečnosti spolupracovat mnohem méně, než by spolupracovaly v opravdovém iterovaném vězňově dilematu. Pravděpodobnost, že se státy vyhnou klimatické katastrofě, je tak mnohem nižší, než vychází z herně-teoretické analýzy situace pomocí skutečného iterovaného vězňova dilematu.
Thomas Osang a Arundhati Nandyová přicházejí s teoretickým vysvětlením opřeným o důkazy pro situaci, kdy regulace vede k zisku pro obě strany – podle hypotézy Michaela Portera, ve které jsou podstatné vládní regulace konkurenčních firem.

### Zvířata
Kooperativní chování řady zvířat lze chápat jako příklad iterovaného vězňova dilematu. Zvířata často žijí v dlouhotrvajících uskupeních. Například živorodky duhové společně hlídají, zda je v okolí predátor, a předpokládá se, že nespolupracující jedince trestají.
Upíři jsou společenská zvířata, která si vzájemně vyměňují potravu. Aplikování poznatků z vězňova dilematu může toto chování pomoct vysvětlit.

### Ekonomie
Vězňovu dilematu se někdy přezdívá E. coli sociální psychologie a hodně se používá k výzkumu různých témat, například oligopolní konkurence nebo kolektivního jednání, za účelem produkce veřejného statku.
Jako skutečný příklad vězňova dilematu se někdy uvádí reklama. Když byly ve Spojených státech ještě legální reklamy na cigarety, konkurenční výrobci cigaret se museli rozhodnout, kolik peněz investují do reklamy. Účinnost reklamy od firmy A byla částečně závislá na reklamě od firmy B. Stejně tak zisk z reklamy pro firmu B byl ovlivněn reklamou od firmy A. Pokud se firma A i firma B rozhodnou v daném období investovat do reklamy, pak reklama jedné firmy zneguje reklamu druhé firmy, příjmy zůstanou konstantní a náklady se zvýší kvůli nákladům na reklamu. Obě firmy by profitovaly z omezení reklamy. Pokud by se však firma B rozhodla nedělat reklamu, firma A by ze své reklamy mohla výrazně profitovat. Optimální investice do reklamy každopádně závisejí na tom, kolik do reklamy investuje druhá firma. Protože nejlepší strategie závisí na tom, pro co se rozhodne druhá firma, neexistuje zde žádná dominantní strategie. Tím se tento případ mírně liší od vězňova dilematu. Výsledek je mu však podobný v tom, že by na tom obě firmy byly lépe, pokud by investovaly do reklamy méně, než do ní investují v rovnovážném stavu.
Kooperativní jednání se někdy objevuje v obchodních situacích. Výrobci cigaret například podpořili přijetí zákonů, které zakazují reklamy na cigarety, protože si uvědomovali, že to v celém odvětví sníží náklady a zvýší zisky.

Členové kartelu jsou při absenci vymahatelných smluv také zapojeni do vězňova dilematu (ovšem o více hráčích). „Spolupracovat“ obvykle znamená souhlasit s minimální cenou, zatímco „zradit“ znamená prodávat pod touto minimální cenou, což okamžitě ubírá obchody ostatním členům kartelu. Antimonopolní úřady chtějí, aby se potenciální členové kartelu navzájem zrazovali, protože se tím pro spotřebitele zajistí nejnižší možné ceny.

### Sport
Doping ve sportu je uváděn jako další příklad vězňova dilematu. Dva soupeřící sportovci mají možnost použít nelegální a/nebo nebezpečnou drogu, aby zvýšili svůj výkon. Pokud ani jeden ze sportovců drogu nepoužije, ani jeden nezíská výhodu. Pokud ji použije pouze jeden z nich, pak tento sportovec získá nad svým soupeřem značnou výhodu, která je však snížena o právní a/nebo zdravotní riziko plynoucí z užití této drogy. Pokud si ale drogu vezmou oba sportovci, ani jeden nezíská výhodu a zůstane pouze riziko, čímž se oba dostávají do horší pozice, než kdyby vůbec nedopovali.

### Mezinárodní politika
V teorii mezinárodních vztahů se vězňovo dilema často používá k ilustraci toho, proč spolupráce selhává v situacích, ve kterých je spolupráce mezi státy celkově výhodná, ale z pohledu jednotlivých zemí je nevýhodná. Typickým příkladem je bezpečnostní dilema, kdy zvýšení bezpečnosti v jedné zemi (například posílení její vojenské síly) vede ostatní země k obavám o vlastní bezpečnost ze strachu před napadením. V důsledku toho mohou opatření ke zvýšení bezpečnosti vést k napětí, eskalaci situace nebo ke konfliktu s jednou nebo více dalšími stranami, což může vést k výsledku, který si žádná ze stran ve skutečnosti nepřeje. Bezpečnostní dilema je obzvláště vyhrocené v situacích, kdy je obtížné odlišit útočné zbraně od obranných, přičemž útok je v každém konfliktu ve výhodě nad obranou.
Vězňovo dilema je často používáno realistickými teoretiky mezinárodních vztahů k vysvětlení toho, proč všechny státy (bez ohledu na jejich vnitřní politiku nebo deklarovanou ideologii) budou mít problém spolupracovat za podmínek mezinárodní anarchie, přestože by z takové spolupráce měly všechny prospěch.
Kritici realismu mají za to, že opakování a prodlužování stínu budoucnosti jsou řešením vězňova dilematu. Když hráči vězňovo dilema hrají jednou, jsou motivováni ke zradě, zatímco pokud očekávají, že se hra bude hrát opakovaně, mají větší motivaci ke spolupráci.

### Dilemata s více hráči
Mnoho dilemat ve skutečném životě zahrnuje více hráčů. Ačkoli se jedná o metaforu, pojem Garretta Hardina – tragédie obecní pastviny – může být považován za příklad zobecněného vězňova dilematu s více hráči. Každý vesničan se rozhoduje mezi osobním ziskem a zdrženlivostí. Kolektivní odměnou za jednomyslnou nebo častou zradu jsou nízké výnosy a zničení obecní pastviny.
Obecní pastviny nejsou vždy vykořisťovány: William Poundstone popisuje ve své knize o vězňově dilematu situaci na Novém Zélandu, kde se nezamykají stánky s novinami. Lidé si mohou vzít noviny bez zaplacení (zradit), ale jen málokdo to udělá, protože lidé cítí, že pokud sami nezaplatí, nebudou platit ani ostatní, což by zničilo systém, na bázi kterého to funguje. Následný výzkum Elinor Ostromové, laureátky Nobelovy pamětní ceny za ekonomii z roku 2009, předpokládal, že tragédie obecní pastviny je příliš zjednodušená a že negativní výsledek je ovlivněn vnějšími faktory. Bez těchto komplikujících vlivů spolu skupiny komunikují a samy spravují společné zdroje tak, aby z nich měli prospěch, přičemž prosazují sociální normy tak, aby byl zdroj zachován a aby bylo dosaženo maximálního užitku pro skupinu.

### Akademické prostředí
V akademickém prostředí se vězňovo dilema používá k ilustraci složitosti spolupráce a konkurence. Jedním z pozoruhodných příkladů je experiment, který v 80. letech 20. století ve třídě na Hamilton College provedl profesor sociologie Dan Chambliss. V roce 1981 přišel s tím, že pokud se žádný student nedostaví ke zkoušce, všichni studenti dostanou známku A. Pokud zkoušku ale přijde vykonat byť jediný student, ti, kteří nepřišli, dostanou známku F. V roce 1988 John Werner, tehdejší student prvního ročníku, úspěšně přesvědčil své spolužáky k bojkotu zkoušky, což demonstrovalo praktické uplatnění teorie her a konceptu vězňova dilematu.
V roce 2013, téměř o 25 let později, se podobná věc stala na Univerzitě Johnse Hopkinse. Profesor Peter Fröhlich nastavil pravidla hodnocení tak, aby výsledky závěrečné zkoušky byly vyhodnoceny vzhledem k nejvyššímu dosaženému výsledku. To znamenalo, že pokud by všichni studenti dosáhli stejného výsledku, všichni by dostali známku A. Studenti zapsaní ve Fröhlichových kurzech zorganizovali bojkot závěrečné zkoušky a zajistili, že ji nikdo nepsal. Výsledkem bylo, že všichni studenti dostali známku A, čímž úspěšně vyřešili vězňovo dilema vzájemně optimálním způsobem bez opakování. Tyto příklady ukazují, jak lze vězňovo dilema využít v kontextu vzdělávání ke zkoumání kooperativního chování a strategického rozhodování.